# Eurypteryx bhaga
Espèce
Eurypteryx bhaga est une espèce de papillons de la famille des Sphingidae, de la sous-famille des Macroglossinae, de la tribu des Macroglossini, de la sous-tribu des Macroglossina et du genre Eurypteryx.

## Description
L'envergure est 82-84 mm. Le genre est semblable au genre Daphnis, mais facilement distingué par le sommet de falciforme de l'aile antérieure, il  manque également la  grande tache vert foncé ovale sur le dessus. Il est également similaire à Eurypteryx obtruncata, mais la marge extérieure de l'aile antérieure est moins courbe et le sommet de l'aile postérieure est uniformément arrondie. Il y a une ligne incomplète sur le dessus de l'aile antérieure allant de la cote vers le milieu de la marge extérieure, divisant la zone apicale brun clair de la zone discal brun foncé. Le groupe antemedian a un bord basale pâle. Le dessus de l'aile postérieure est presque uniformément brun foncé avec une tache plus claire au Tornus. Le dessous de l'aile antérieure a deux lignes médianes distinctes.

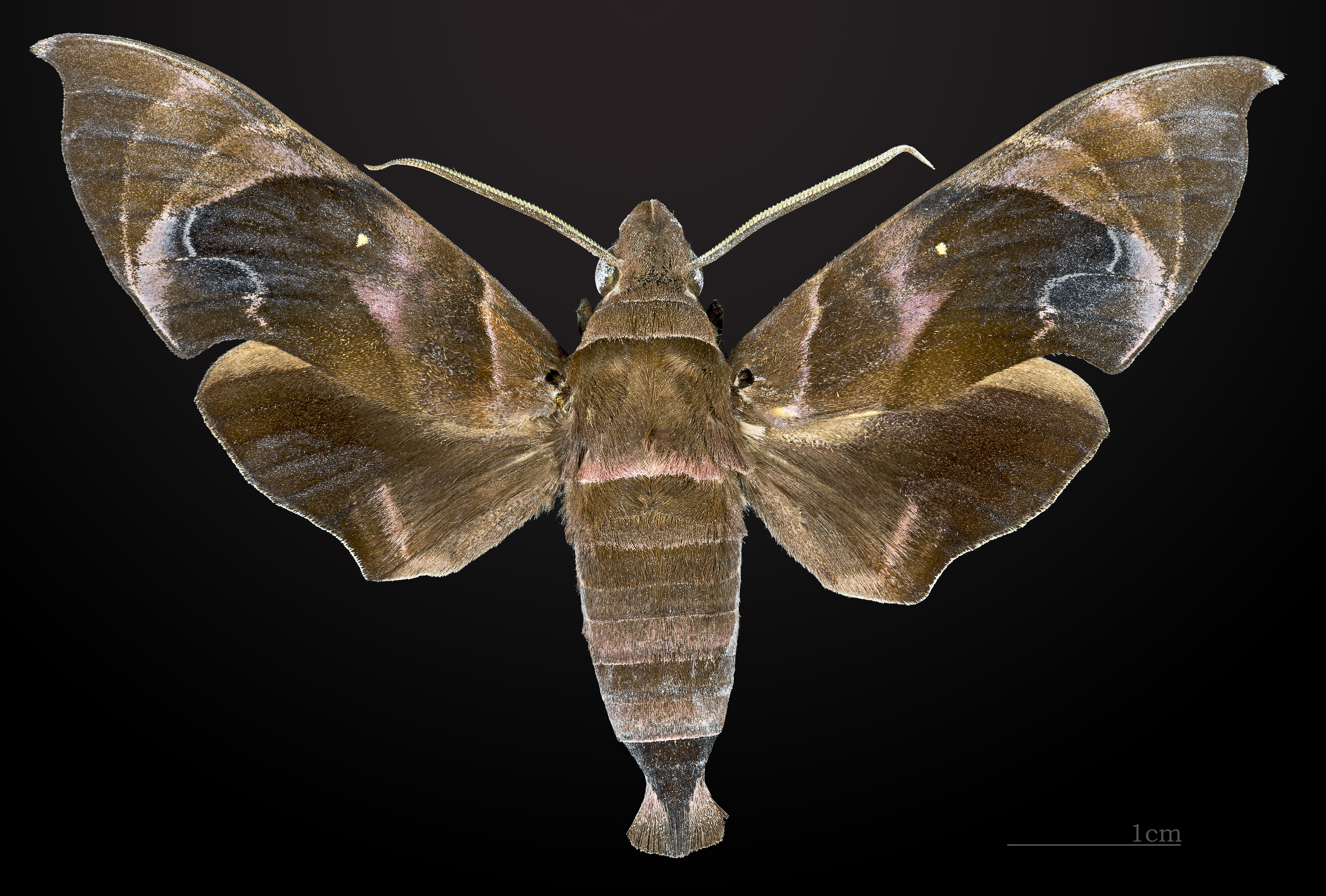
Face dorsale du mâle Muséum de Toulouse
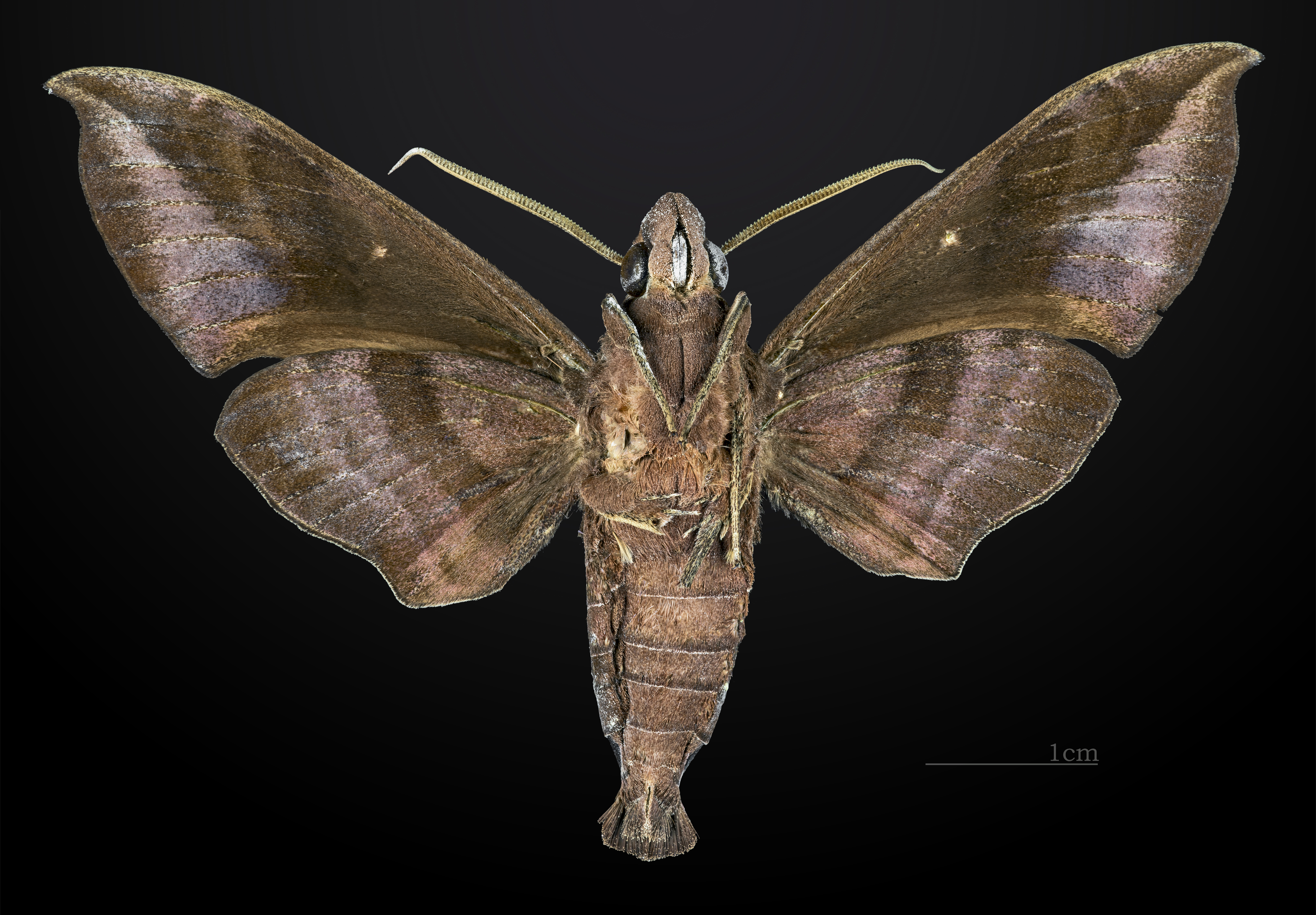
Revers du mâle Muséum de Toulouse
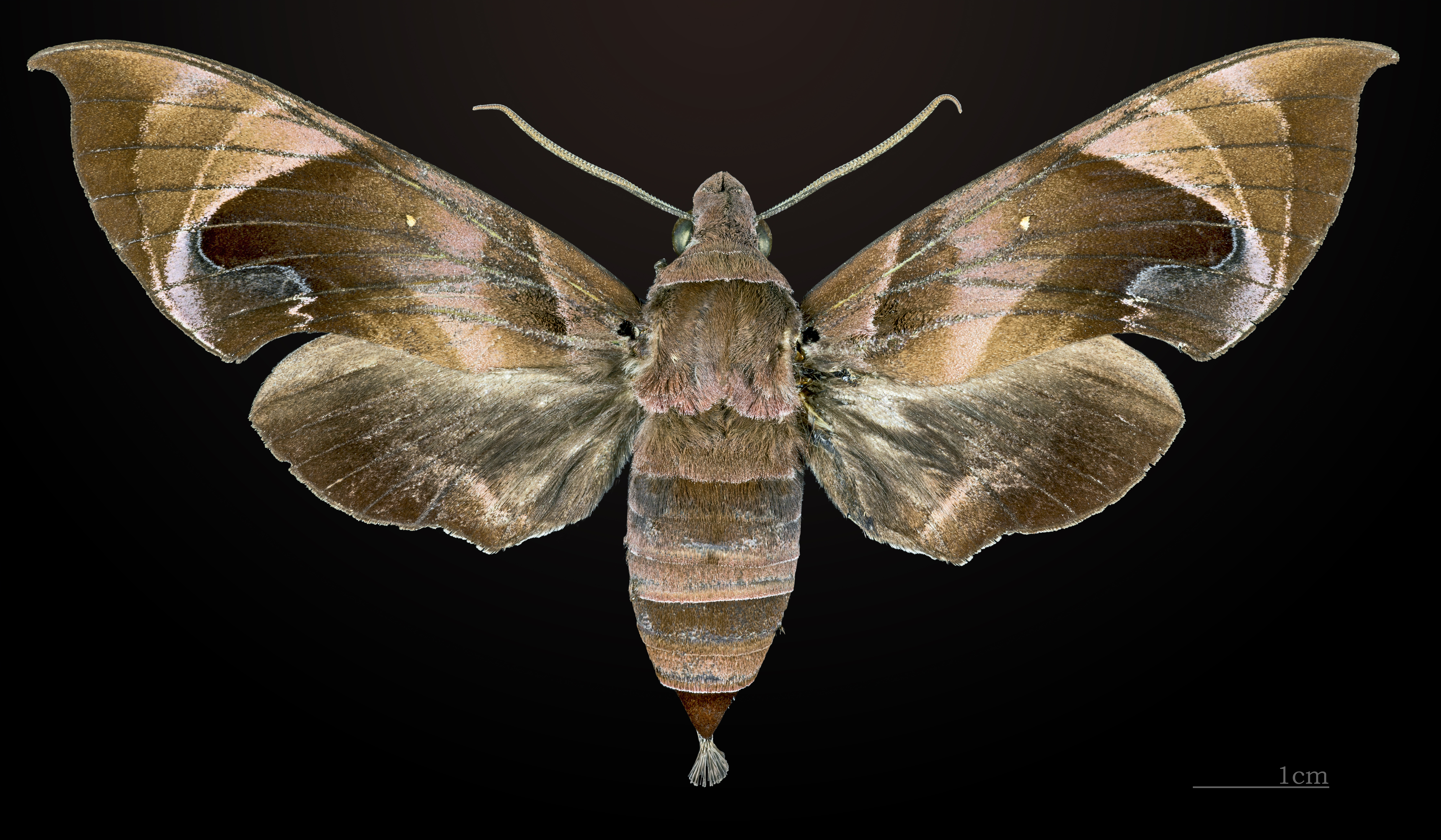
Face dorsale de la femelle Muséum de Toulouse
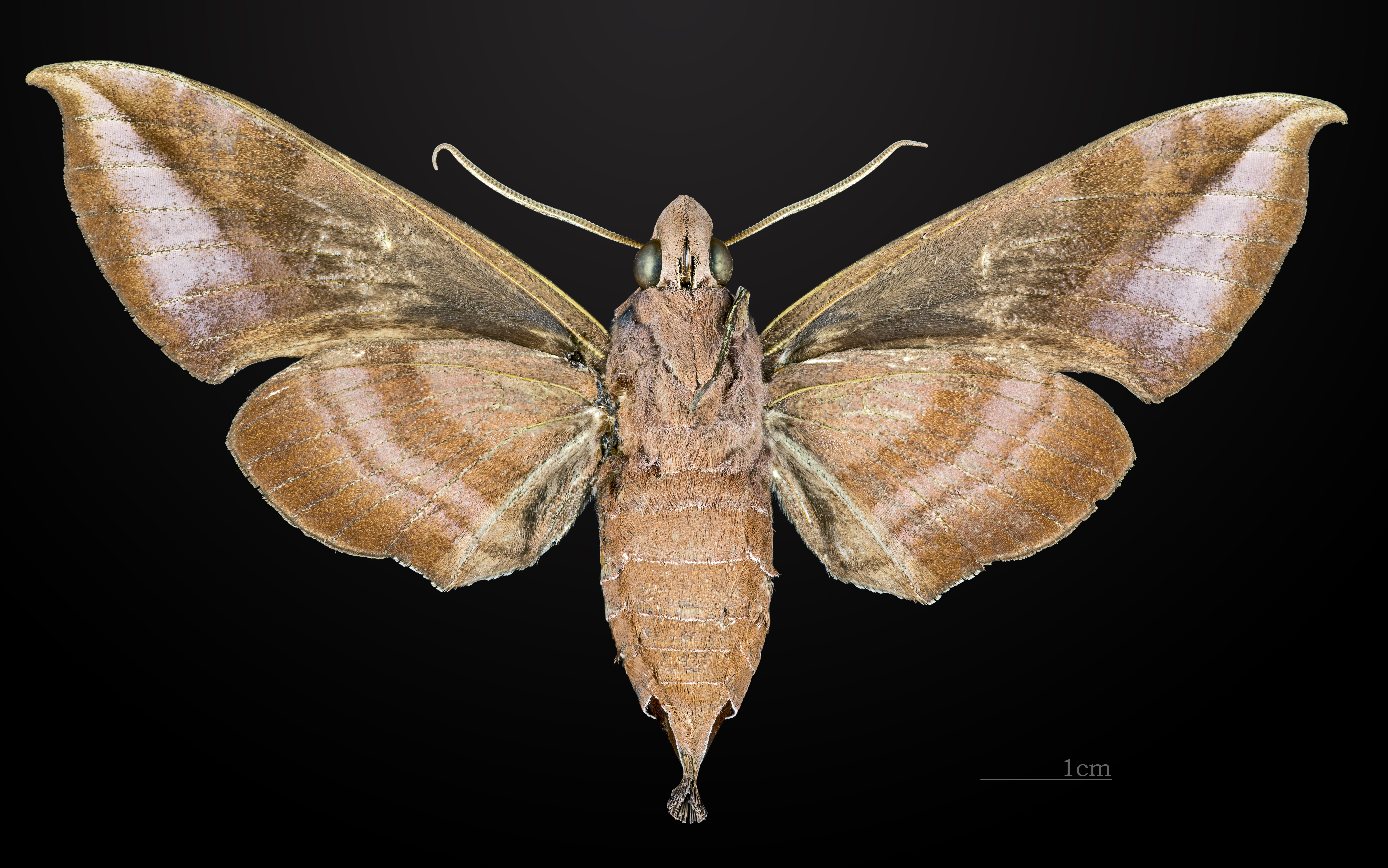
Face dorsale de la femelle Muséum de Toulouse

## Distribution et habitat
Distribution
L'espèce est connu au Népal , au nord-est de l'Inde , du sud-ouest au centre de la Chine , en Thaïlande , en Malaisie (péninsulaire, Sarawak) et en Indonésie (Sumatra, Java, Kalimantan).

## Biologie
Les chenilles se nourrissent sur les pantes du genre Alstonia.

## Systématique
- L'espèce Eurypteryx bhaga  a été décrit par l'entomologiste britannique Frederic Moore en 1866, sous le nom initial de Darapsa bhaga[2].

### Synonymie
- Darapsa bhaga Moore; 1866 Protonyme